# GDDR3
GDDR3 (англ. Graphics Double Data Rate 3 — подвійна швидкість передачі графічних даних 3) — спеціальна технологія пам'яті для графічних карт, розроблена компанією ATI Technologies спільно із JEDEC.
GDDR3 має практично таке ж технологічне ядро, як і DDR2, але показники енергії споживання та тепловиділення були незначно знижені, забезпечуючи вищу швидкодію модулів пам'яті та спрощуючи систему охолодження. На відміну від використання пам'яті DDR2 в графічних картах, пам'ять GDDR3 не подібна за внутрішніми особливостями до пам'яті DDR3 запровадженою JEDEC. Ця пам'ять використовує внутрішній термінатор, що дозволяє їй краще відповідати деяким вимогам роботи із графікою. Для підвищення пропускної здатності пам'яті GDDR3 переміщує 4 біти даних на одному контакті за два періоди тактових циклів.
За специфікою використання графічної пам'яті, а саме сполучення GPU та DRAM із топографією точка-точка, при формуванні шини вводу/виводу GDDR3 використовується технологія з відкритим стеком. Прив'зана до цього специфічна реалізація внутрішньокристальної термінації (on-die termination, ODT), на відміну від двухтактної шини в стандарті DDR2, дозволяє радикально підняти тактові частоти і спростити топографію відеокарт.
Незважаючи на використання контролерів для узгодження повного опору (impedance-matching controllers), GDDR3 характеризується простішим дизайном за рахунок використання архітектури прямого підключення.

## Комерційні реалізації
Попри те, що даний стандарт графічної пам'яті розробили ATI, але перші відеокарти із використанням даного типу пам'яті з'явилися у NVidia: GeForce FX 5700 Ultra, в якій було замінено GDDR2 чипи, які використовувалися раніше. Наступним графічним рішенням була GeForce 6800 Ultra, в якій ключовим моментом було зменшення вимог потужності, в порівнянні із попередниками (наприклад GeForce 5950 Ultra). ATI почали використовувати дану пам'ять починаючи із серії Radeon X800.
Також Sony вибрали GDDR3 пам'ять для графічного процесору своєї ігрової консолі PlayStation 3. Хоча GPU, який оснований на nVidia і підтримує можливість доступу до основної системної пам'яті, яка основана на пам'яті XDR DRAM і була розроблена компанією Rambus Incorporated (подібна технологія впроваджена nVidia і на звичайній комп'ютерній платформі, і називається TurboCache). Майкрософтівська ігрова консоль Xbox 360 також забезпечена 512 Мб пам'яті GDDR3, яка вперше застосовувалась як основна системна пам'ять, а не тільки як відеопам'ять. Ігрова консоль Nintendo, Wii також забезпечена пам'яттю GDDR3 в розмірі 64 Мб.

## Переваги GDDR3

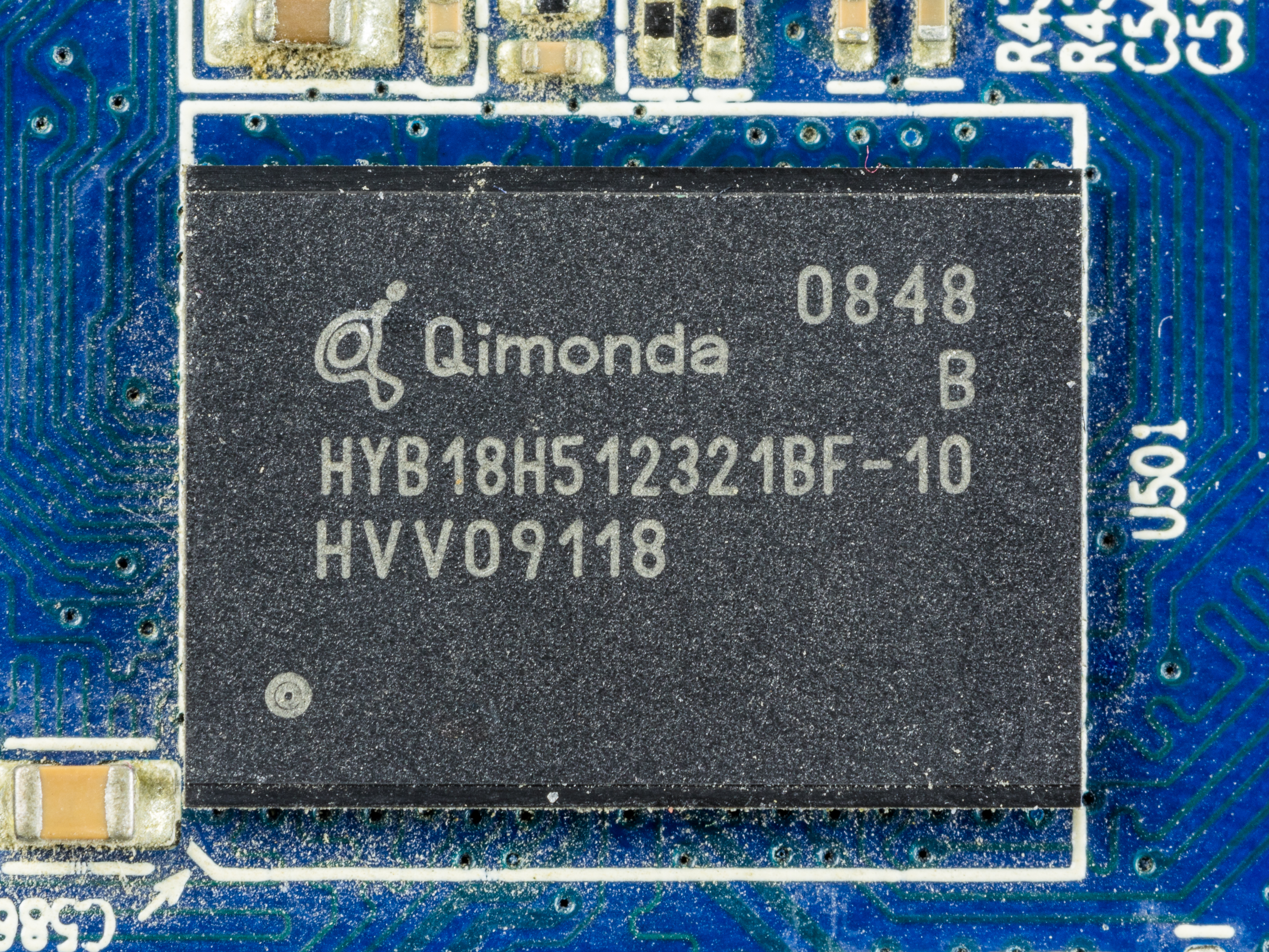
Чип пам'яті Qimonda GDDR3 об'ємом 512Мб

- В GDDR3 пам'яті селекторний сигнал не подібний до GDDR2: він є прямо скерований та однонаправлений (англ. Graphics Double Data Rate 3 — RDQS, WDQS). Це означає, що процес читання та запису даних відбувається відокремлено, і тому швидкості зчитування та запису відбуваються швидше, ніж в GDDR2 пам'яті.
- GDDR3 забезпечений апаратним перезапуском, що дозволяє миттєво очищати всі дані з пам'яті, а потім знову відновити нормальну роботу.
- Зменшений показник напруги потребує в сумі менших енергетичних затрат на роботу.
- Вища робоча тактова частота.